# Welzheim
Welzheim är en stad i Rems-Murr-Kreis i regionen Stuttgart i Regierungsbezirk Stuttgart i förbundslandet Baden-Württemberg i Tyskland.
Staden ingår i kommunalförbundet Welzheim tillsammans med kommunen   Kaisersbach.